# Борис Пожаров
Борис Иванов Пожаров е български драматичен актьор, режисьор и театрален деец.

## Биография
Роден е в Пазарджик на 1 май 1866 г. Станислав Доспевски, го кръщава в църквата „Света Богородница“ в родния му град. По-късно в Пловдив учи за словослагател. През 1881 г. баща му умира, а скоро след него и майката, Борис остава кръгъл сирак. През 1881 г. играе в представлението „Стоян войвода“, което се организира от Печатарското дружество. През 1882–1885 г. играе в ръководената от Стоян Попов първа Българска театрална трупа, а след това и в театър „Основа“. През 1890 г. основава театрална трупа „Зора“. След разформироването ѝ играе в „Сълза и смях“. През 1893-1894 г. ръководи театрална трупа в Пазарджик. От 1904 до 1925 г. играе на сцената на Народния театър. Актьор и режисьор е на филма от 1928 г. „Весела България“.
Почива в София на 11 юли 1941 г.

## Памет
На Борис Пожаров е наречена улица в квартал „Лозенец“ в София (Карта).
Писателят Димитър Христодоров написва през 1943 г. биографичната книга „Човекът и артистът Борис Пожаров“, в която споделя: „гордеех се когато разговарях с него, той не беше кой да е от тълпата, а Борис Пожаров-един от малцината, които създадоха българския театър“

## Роли
Борис Пожаров играе в множество роли, по-значими са:
- Зигфрид – „Многострадална Геновева“ на Кристоф фон Шмид;
- Дженаро – „Люкреция Борджия“ на Виктор Юго;
- Мравката – „Хъшове“ на Иван Вазов;
- Иванко – „Иванко“ на Васил Друмев;
- Карл Моор, Херман – „Разбойници“ на Фридрих Шилер;
- Касио, Първи гробар – „Отело“ на Уилям Шекспир;
- Лука Лукич – „Ревизор“ на Николай Гогол;
- Свети Андрей – „Иуда“ на Константин Мутафов.[1][2]